# Macumoto Taisi
Macumoto Taisi (松本 泰志) (Szaitama prefektúra, 1998. augusztus 22. –) japán válogatott labdarúgó.

## Klub
A labdarúgást a Sanfrecce Hiroshima csapatában kezdte. 2020-ban az Avispa Fukuoka csapatához szerződött.

## Nemzeti válogatott
A japán válogatott tagjaként részt vett a 2019-es Copa Américán.